# Ван Ден Богарт, Брайан
Брайан Ван Ден Богарт (нидерл. Bryan Van Den Bogaert; род. 14 декабря 1991, Дёрне, Фламандский регион) — бельгийский футболист, защитник клуба «Роял Кнокке».

## Карьера
3 октября 2020 года перешёл в бельгийский клуб «РВДМ».
17 февраля 2022 года подписал контракт с клубом «Акюрейри». 20 апреля 2022 года в матче против клуба «Лейкнир» Рейкьявик дебютировал в чемпионате Исландии.
6 февраля 2023 года стал игроком казахстанского клуба «Кызыл-Жар».

## Достижения
«Акюрейри»
- Серебряный призёр чемпионата Исландии: 2022

## Клубная статистика
| Игровая карьера | Игровая карьера | Игровая карьера | Лига | Лига | Кубок | Кубок | Межд. | Межд. | Др. | Др. |
| --------------- | --------------- | --------------- | ---- | ---- | ----- | ----- | ----- | ----- | --- | --- |
| 2019/20         | Вестерло        | Б               | 25   | 0    | 1     | 0     | —     | —     | —   | —   |
| 2020/21         | РВДМ47          | Б               | 12   | 0    | 2     | 0     | —     | —     | —   | —   |
| 2021/22         | РВДМ47          | Б               | 9    | 0    | 1     | 0     | —     | —     | —   | —   |
| 2022            | Акюрейри        | А               | 22   | 1    | 3     | 0     | —     | —     | —   | —   |
| 2023            | Кызыл-Жар       | А               | 12   | 0    | 1     | 0     | —     | —     | —   | —   |